# Katsuhiro Akimoto
Katsuhiro Akimoto (秋元 克広, Akimoto Katsuhiro) és un polític de Hokkaido, Japó. Des de 2015 és l'alcalde de la capital de Hokkaido, Sapporo. Anteriorment va treballar a l'Ajuntament de Sapporo.

## Biografia
Akimoto va nàixer a la ciutat de Yūbari. L'any 1979 va començar a treballar a l'ajuntament de Sapporo. Després de exercir diversos càrrecs a l'estructura municipal de la ciutat, en 2014 va presentar la seua renúncia com a vice-alcalde al llavors alcalde, Fumio Ueda per presentarse a les eleccions municipals de 2015 com a candidat a alcalde.
En aquelles eleccions a alcalde del 12 d'abril de 2015, Akimoto va rebre el suport del Partit Democràtic, Nippon Ishin no Kai, Nou Partit Daichi, Partit Socialdemòcrata i la Xarxa Ciutadana de Hokkaidō. A més d'això, la ministra i exesportista d'elit, Seiko Hashimoto i l'ex Primer Ministre Yoshirō Mori van expressar el seu suport directe a Akimoto. Va guanyar les eleccions derrotant la candidata del Partit Liberal Democràtic i altres tres candidats. En 2019 va ser reelegit al seu càrrec amb el suport del Partit Democràtic Constitucional, Partit Democràtic per a la Gent, el Nou Partit Daichi, el Partit Liberal Democràtic i el Kōmeitō.